# Capiz
Capiz is een provincie van de Filipijnen. De provincie maakt deel uit van regio VI (Western Visayas) en ligt op het noordelijke deel van het eiland Panay ingesloten door de provincies Antique in het westen, Aklan in het noorden en Iloilo in het zuiden. De hoofdstad van de provincie is Roxas. Bij de census van 2015 telde de provincie ruim 761 duizend inwoners.

## Geografie

### Topografie en landschap
Capiz ligt in het noorden van het eiland Panay en wordt begrensd door de provincies Aklan, Antique en Iloilo. De grenzen met deze provincies worden gevormd door de rivieren Panay en Banica. De Panay stond bekend om de vele daar voorkomende alligators. De kustlijn is zo'n 90 km lang en bevat zeer goede mogelijkheden voor de visserij.
De grond van de provincie is vruchtbaar in het zuiden en onvruchtbaar in het noorden.

### Bestuurlijke indeling
Capiz bestaat uit één stad en 16 gemeenten.

#### Stad
- Roxas

#### Gemeenten
| - Cuartero - Dao - Dumalag - Dumarao - Ivisan - Jamindan - Ma-ayon - Mambusao | - Panay - Panitan - Pilar - Pontevedra - President Roxas - Sapi-an - Sigma - Tapaz |

Deze stad en gemeenten zijn weer verder onderverdeeld in 473 barangays.

### Klimaat
Het klimaat in Capiz kent geen duidelijke scheiding in een natte/koelere en droge/warmere periode. Het is er relatief droog van november tot april en relatief nat van mei tot oktober, De gemiddelde hoeveelheid neerslag per maand is 48.9 mm. Capiz wordt zelden getroffen door tyfoons.

## Demografie
Capiz had bij de census van 2015 een inwoneraantal van 761.384 mensen. Dit waren 41.699 mensen (5,8%) meer dan bij de vorige census van 2010. Ten opzichte van de census van 2000 was het aantal inwoners gegroeid met 107.228 mensen (16,4%). De gemiddelde jaarlijkse groei in die periode kwam daarmee uit op 1,08%, hetgeen lager was dan het landelijk jaarlijks gemiddelde over deze periode (1,72%).

De bevolkingsdichtheid van Capiz was ten tijde van de laatste census, met 761.384 inwoners op 2594,64 km², 293,4 mensen per km².

## Economie
De economie van de provincie Capiz wordt zoals die van vele provincies in de Filipijnen gedomineerd door de landbouw en visserij sectoren. Capiz is een grote producent van rijst en graan. Daarnaast komen de volgende producten veel voor: palay, maïs, suikerriet en kokosnoot. Veel voorkomende visproducten zijn: melkvis, krab, garnaal en steurgarnaal, tonijn en de blauwe marlijn
Daarnaast wordt in de provincie veel aan vis en voedsel verwerking gedaan en wordt zijn er industrieën zoals meubelmakers, kledingmakers en handwerkproducenten. Ook worden in de provincie veel bloemen gekweekt, zoals orchideeen en snijbloemen.
Uit cijfers van het National Statistical Coordination Board (NSCB) uit het jaar 2003 blijkt dat 29,2% (11.298 mensen) onder de armoedegrens leefde. In het jaar 2000 was dit nog 47,2%. Capiz is daarmee iets armer dan het landelijk gemiddelde van 28,7% en staat, samen met Quirino, 60e op de lijst van provincies met de meeste mensen onder de armoedegrens. Van alle 79 provincies staat Capiz 64e op de lijst van provincies met de ergste armoede.